# Викос-Аоос
Националният парк „Викос-Аоос“ (на гръцки: Εθνικός Δρυμός Βίκου-Αώου) е национален парк в Северен Пинд, Янинско, Гърция.
Паркът е основан в 1973 година и има площ 126 km², включвайки двата каньона на реките Викос и Аоос, планината Тимфи (със своя най-висок връх - Гамила, 2497 м) и няколко села в Загори. На юг от парка се намира Янина, а на североизток - градовете Костур и Кожани.
Каньонът на Викос е с най-голямото съотношение на дълбочина спрямо ширина, съгласно книгата на Гинес, със своите 12 km дължина, 900 m дълбочина и 1100 m ширина. Северно от парка, през Коница протича река Аоос (Вьоса), която се влива в Адриатическо море.
В Тимфи на височина 2050 м се намира ледниковото езеро Драколимни.
На ръба на дефилето, в района на Загори е разположен изоставеният манастир „Света Петка“. Построен е през 1413 – 1414 г. при управлението на Карло I Токо и се състои от малък каменен параклис (най-стария запазен в Загори), предлагащ панорамна гледка към дефилето.